# Børge Jessen
Børge Christian Jessen, född 16 juli 1907, död 20 mars 1993, var en dansk matematiker.
Børge Jessen blev filosofie doktor och docent vid veterinär- och lantbrukshögskolan i Köpenhamn 1930, professor i geometri vid Danmarks tekniska högskolan 1935 och professor i matematik vid Köpenhamns universitet 1942. Bland Jessens produktion märks arbeten över nästanperiodiska funktioner, reella funktioner och integrationsteori för funktioner av oändligt många variabler.